# Osiel Rivera
Audy Osiel Rivera Barrera, más conocido como Osiel Rivera, es un jugador guatemalteco nacido el 20 de abril de 1984, originario de San José Las Cabezas, Santa Rosa, Guatemala. Actualmente milita en club CSD Tellioz de la Primera División del fútbol de Guatemala, y participó para algunos juegos amistosos con la Selección Nacional de Guatemala.

## Trayectoria
Se desempeña como defensa y ha tenido participación en equipos de la Liga Nacional de Guatemala, entre ellos Juventud Retalteca, Deportivo Suchitepéquez, CSD Municipal, Deportivo Sanarate y su actual equipo es Xelajú MC.

## Clubes
| Club                    | País      | Año           |
| ----------------------- | --------- | ------------- |
| Juventud Retalteca      | Guatemala | 2009 - 2011   |
| Deportivo Suchitepéquez | Guatemala | 2011 - 2015   |
| Antigua GFC             | Guatemala | 2015 - 2016   |
| CSD Municipal           | Guatemala | 2016 - 2017   |
| Deportivo Sanarate      | Guatemala | 2017-2018     |
| Xelajú MC               | Guatemala | 2018-presente |